# Обелиск в честь китайских воинов-добровольцев
Обелиск в честь китайских воинов-добровольцев, иное наименование — Монумент китайским товарищам, павшим за власть Советов в Северной Осетии в годы Гражданской войны — памятник монументального искусства во Владикавказе, Северная Осетия. Выявленный объект культурного наследия России и культурного наследия Северной Осетии. Находится на площади Революции, архитектурный ансамбль которой также является объектом культурного наследия России федерального значения (№ 1530337000).
Обелиск авторства архитектора А. И. Бтемирова был установлен в 1960 году на площади Китайских добровольцев, которая называлась в честь китайских воинов, воевавших во Владикавказе на стороне большевиков.
Китайские рабочие-эмигранты, трудившиеся на местном свинцово-цинковом заводе (современный завод «Электроцинк»), появились во Владикавказе в начале XX века. После Октябрьской революции китайские разнорабочие приняли сторону большевиков и сформировали в апреле 1918 года 1-й отдельный Китайский отряд ЧК Терской области численностью около 450 человек. Отрядом командовал Пау Тисан — бывший сирота, которого привёз в Тифлис в 1905 году русский офицер из Мукдена. В Тифлисе он окончил гимназию и, увлечённый коммунистическими идеями, вступил в большевистскую партию.
Отряд под командованием Пау Тисана сражался в уличных боях за Владикавказ, в районах городов Прохладный, Моздок и Астрахань.
После окончания уличных боев отряд под руководством Пау Тисана прославился особой жестокостью по отношению к местным жителям:
О том, как воевали китайцы, пишет в своем дневнике Анастасия Художина, жительница Владикавказа: «Бойня была страшная, потому что отряд китайцев, невесть откуда взявшийся в нашем городе, втащил на колокольню Александро-Невской церкви пулемет и стал всех кругом поливать огнем. «Дьяволы косые», — шипела мама и беспрестанно молилась. А китайцев этих была тьма-тьмущая, штук триста, не меньше».
И дальше: «Потом выяснилось, что перед уходом китайцы расстреляли уйму народа. Оказывается, они ходили ночью по домам – во Владикавказе было много отставных военных – и брали всех, кто служил в Белой армии или у кого находили наградное оружие либо фотографии сыновей в офицерской форме. Задерживали якобы для разбирательства и всех расстреливали за госпитальным кладбищем у кукурузных полей».
В честь этого отряда во Владикавказе называлась Площадь китайских добровольцев, позднее переименованная в современную площадь Революции.